# Episteme schana
Episteme schana là một loài bướm đêm trong họ Noctuidae.